# Драбівська сільська рада
Дра́бівська сільська́ ра́да — адміністративно-територіальна одиниця та орган місцевого самоврядування в Корсунь-Шевченківському районі Черкаської області. Адміністративний центр — село Драбівка.

## Загальні відомості
- Територія ради: 18,019 км²
- Населення ради: 1 357 осіб (станом на 2001 рік)
- Територією ради протікає річка Рось.

## Населені пункти
Сільській раді підпорядковані населені пункти:
- с. Драбівка
- с-ще Червоне

## Склад ради
Рада складається з 16 депутатів та голови.
- Голова ради: Ремех Ольга Петрівна

### Керівний склад попередніх скликань
| Прізвище, ім'я, по батькові | Основні відомості                                                         | Дата обрання | Дата звільнення |
| --------------------------- | ------------------------------------------------------------------------- | ------------ | --------------- |
| Тертична Євгенія Григорівна | Сільський голова, 1948 року народження                                    | 26.03.2006   | 31.10.2010      |
| Ремех Ольга Петрівна        | Сільський голова, 1973 року народження, освіта вища, член Партії регіонів | 31.10.2010   |                 |

Примітка: таблиця складена за даними сайту Верховної Ради України

### Депутати
За результатами місцевих виборів 2010 року депутатами ради стали:

#### За суб'єктами висування
| Суб'єкт висування            | Кількість обраних депутатів | %    |
| ---------------------------- | --------------------------- | ---- |
| Партія регіонів              | 10                          | 62,5 |
| Самовисування                | 3                           | 18,8 |
| Соціалістична партія України | 3                           | 18,8 |

#### За округами
| № округу                     | Прізвище, ім'я, по батькові    | Дата визнання обраним | Освіта  | Партійна приналежність             | Відомості про обраного депутата             |
| ---------------------------- | ------------------------------ | --------------------- | ------- | ---------------------------------- | ------------------------------------------- |
| Партія регіонів              |                                |                       |         |                                    |                                             |
| 1                            | Гайдай Тетяна Іванівна         | 03.11.2010            | середня | член Партії регіонів               | приватне підприємство                       |
| 2                            | Задорожня Раїса Іванівна       | 03.11.2010            | середня | член Партії регіонів               | тимчасово не працює                         |
| 3                            | Яценко Катерина Петрівна       | 03.11.2010            | середня | член Партії регіонів               | фельдшерсько-акушерський пункт, завідувачка |
| 6                            | Кріт Катерина Іванівна         | 03.11.2010            | середня | член Партії регіонів               | А/ф «Корсунь», бухгалтер                    |
| 7                            | Кобко Михайло Володимирович    | 03.11.2010            | середня | член Партії регіонів               | Професійниаграрний ліцей, художник          |
| 8                            | Федосій Людмила Василівна      | 03.11.2010            | вища    | член Партії регіонів               | Драбівський НВК, вчитель                    |
| 9                            | Галасун Валентин Іванович      | 03.11.2010            | вища    | член Партії регіонів               | А/ф «Корсунь», директор філії               |
| 10                           | Савченко Іван Миколайович      | 03.11.2010            | середня | член Партії регіонів               | Мліївське лісництво, майстер лісу           |
| 11                           | Горьовий Микола Антонович      | 03.11.2010            | середня | член Партії регіонів               | приватне підприємство                       |
| 16                           | Михайлюк Юлія Олегівна         | 03.11.2010            | вища    | член Партії регіонів               | Драбівський НВК, завуч                      |
| Соціалістична партія України |                                |                       |         |                                    |                                             |
| 13                           | Бзенко Олександр Володимирович | 03.11.2010            | вища    | член Соціалістичної партії України | пенсіонер                                   |
| 14                           | Мірошник Михайло Олексійович   | 03.11.2010            | вища    | член Соціалістичної партії України | Драбівський НВК, вчитель                    |
| 15                           | Шпак Тетяна Петрівна           | 03.11.2010            | вища    | член Соціалістичної партії України | пенсіонер                                   |
| Самовисування                |                                |                       |         |                                    |                                             |
| 4                            | Баклаженко Тетяна Петрівна     | 03.11.2010            | середня | позапартійна                       | пенсіонер                                   |
| 5                            | Горобець Ольга Іванівна        | 03.11.2010            | середня | позапартійна                       | пенсіонер                                   |
| 12                           | Михайлюк Олена Юріївна         | 03.11.2010            | середня | позапартійна                       | приватне підприємство                       |